# Juntos à Tarde
Juntos à Tarde foi um talk-show português transmitido na SIC, apresentado por Rita Ferro Rodrigues e João Baião. O programa estreou no dia 1 de março de 2017, substituindo o seu antecessor Grande Tarde.  Em novembro de 2017, foi anunciado que o programa seria cancelado devido às más audiências. O Juntos à Tarde terminou no dia 23 de fevereiro de 2018 e foi substituído pela reexibição da novela Mar Salgado, que ocupa o horário entre as 14h45 e as 16h15, pela reexibição da novela Sol de Inverno, entre as 16h15 e as 18h00 e pelo talk show Dr. Saúde, apresentado pelo médico Pedro Lopes, entre as 18h00 e as 19h00.

## Formato
Juntos à Tarde era um programa que retratava factos da atualidade e dava destaque a temas e pessoas marcantes da sociedade portuguesa. O programa tinha várias rubricas diárias de diversos temas e com vários convidados.

### Apresentadores
- Rita Ferro Rodrigues
- João Baião
- Maria Botelho Moniz substituiu Rita Ferro Rodrigues em 2017, coapresentou com João Baião
- João Paulo Sousa substituiu João Baião em 2017, coapresentou com Rita Ferro Rodrigues

### Colaboradores
- Liliana Campos
- Amável Sanchez
- Rita Andrade
- António Sacavém
- Nuno Amado
- Fanny Rodrigues
- Mikaela Öven

## Rubricas

### Histórias de 4 patas
Com Rita Ferro Rodrigues e João Baião
A rubrica mostrava como os animais podem mudar a vida de uma pessoa.

### Regresso ao Passado
Com Rita Ferro Rodrigues e João Baião
Aqui, é feito um regresso ao passado de certos convidados, para serem recordados alguns momentos do mesmo.

### Vestida para Brilhar
Com Liliana Campos
O objetivo desta rubrica era melhorar a autoestima de quem via o programa e ajudar quem mais precisava.

### Sinais da Verdade
Com Amável Sanchez
Com a ajuda de um polígrafo, as pessoas podiam provar que não estavam a mentir em relação a atos dos quais são acusadas.

### À mesa.come
Com Rita Ferro Rodrigues e João Baião
Programa de "comida" em que são convidadas pessoas bem conhecidas...

### À Conversa...
Com Rita Ferro Rodrigues e João Baião
Conversas com pessoas acerca de diversos temas como a vida e as provas que enfrentaram.

### Nutrição
Com Rita Andrade
Espaço dedicado à nutrição onde a nutricionista aborda temas como a influência da nutrição para quem tem problemas respiratórios.

### Perguntas sem tabu
Com Rita Ferro Rodrigues e João Baião
Segmento onde se pretendia quebrar tabus e derrubar algumas barreiras.

### A pressão social da beleza
Com Mikaela Öven
Falava-se aqui sobre mindfulness e como o aplicar no nosso dia-a-dia.

### Força da Expressão
Com António Sacavém
Com a ajuda de um especialista em Comunicação Humana e Liderança, eram explicados detalhadamente certos comportamentos do ser humano em certos momentos da vida e como pequenas coisas a podem alterar significativamente.

### Novos Talentos
Com Rita Ferro Rodrigues e João Baião
Neste rubrica, eram descobertos novos talentos de todas as áreas.

### Quem Sai aos Seus, Não Degenera
Com Rita Ferro Rodrigues e João Baião
Rubrica onde se juntavam pessoas da mesma família, mas de gerações diferentes, para uma conversa familiar.

### Querer é Poder!
Com Rita Ferro Rodrigues e João Baião
Conforme andamos pela vida, descobrimos que há pessoas que, de forma simples, deixam a sua marca e é isso que esta rubrica queria deixar claro.

### Olh'ó Baião
Com João Baião
Rubrica especialmente dedicada a João Baião, onde o mesmo fazia diversas atividades e conhecia novas pessoas fora dos estúdios.

### A Falar É Que a Gente se Entende
Com Nuno Amado
Nesta rubrica, falava-se de amor e eram identificados os principais erros que podem arruinar uma relação.

### Impressões Pessoais
Com Rita Ferro Rodrigues e João Baião
Uma pessoa era convidada para responder a perguntas relacionadas com a sua vida pessoal. As perguntas eram feitas pelos apresentadores.

### É para si
Com Rita Ferro Rodrigues e João Baião
Na rubrica É para si pretendia-se homenagear e dar a oportunidade de se dizer o que nunca disse a alguém, de fazer uma declaração de amor, entre outras coisas.

### Quem se junta à tarde
Com Rita Ferro Rodrigues e João Baião
Na rubrica Quem se junta à Tarde, os  apresentadores tinham de adivinhar quem era o convidado.

### Sem filtros
Com João Baião
O apresentador ia para a rua perguntar aos portugueses sobre temas que tinham feito abertura dos telejornais.

### Ver para crer
Com Rita Ferro Rodrigues e João Baião
Nesta rubrica, eram apresentadas situações insólitas de diversos temas.

### Mitos e Mistérios
Com Rita Ferro Rodrigues e João Baião
Um convidado vinha explicar certos mitos ou mistérios, como extraterrestres, entre outros temas por desvendar.

### Simplesmente Fanny
Com Fanny Rodrigues
'Simplesmente Fanny' mostrava o lado mais íntimo de Fanny Rodrigues (o amor, o trabalho, o filho e a família).

## O Baú| Passatempo
O Baú era o passatempo do programa. O jogo consistia em escolher um dos símbolos e habilitar-se ao jackpot.